# Nannolene burkei
Nannolene burkei är en mångfotingart som först beskrevs av Charles Harvey Bollman 1887.  Nannolene burkei ingår i släktet Nannolene och familjen Cambalidae. Inga underarter finns listade i Catalogue of Life.